# Maria Montezová
Maria Montezová (také María Montez, vlastním jménem María África Gracia Vidalová (6. června 1912 Barahona – 7. září 1951 Suresnes) byla dominikánská filmová herečka.

## Život

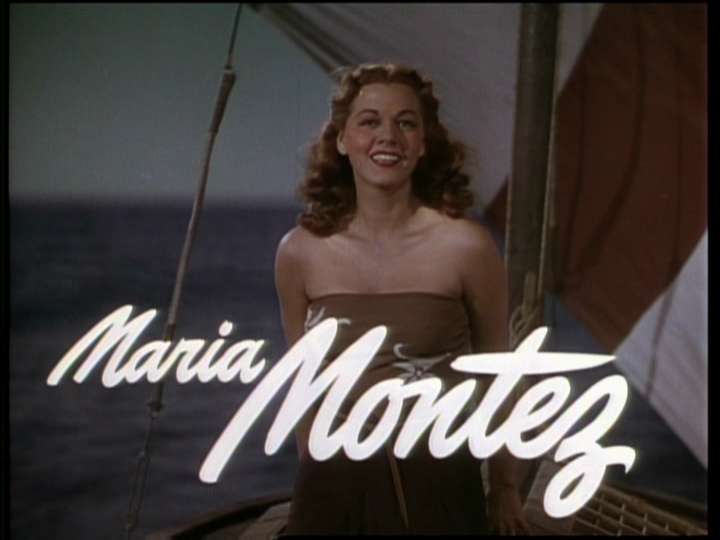
Maria Montezová ve filmu Cobra Woman (1944)

Narodila se 6. června 1912 ve městě Barahona v Dominikánské republice jako druhé z deseti dětí Španěla Isodora Gracia Garcíi a Dominikánky Regly Maríi Teresy Gracia Garcíaové (rodným jménem Vidalová). Vzdělání se jí dostalo v katolickém klášteře v Santa Cruz de Tenerife, kde se také naučila francouzštinu a angličtinu.
Počátkem 30. let se rodina odstěhovala do Irska, kde se potkala se svým prvním manželem Williamem McFeetersem, se kterým se oženila 28. listopadu 1932.
Dne 3. července 1939 odcestovala do New Yorku a začala se živit jako modelka. Brzy však podepsala smlouvu s Universal Studios a v roce 1940 debutovala v béčkovém westernu Boss of Bullion City (1940). Brzy se stala oblíbenou herečkou a spolu s Jonem Hallem vytvořila velmi úspěšný filmový pár, který se objevil mj. ve filmech Arabské noci (1942), White Savage (1943), či Gypsy Wildcat (1944).
S Jonem Hallem točila až do roku 1947, kdy ho vystřídal Rod Cameron a po něm Douglas Fairbanks.
V roce 1946 se jí narodila jediná dcera Maria Christie (známá jako Tina Aumontová; francouzská herečka) a téhož roku se také přestěhovala do Francie. I v Evropě se objevila v několika filmech (Portrait d'un assassin (1949), či Schatten über Neapel (1951)). V lednu 1951 debutovala i v divadle, ve hře l'Ile Heureuse (~ Šťastný ostrov), kterou pro ni napsal její manžel. Mimo to napsala také tři knihy; Forever Is A Long Time, Hollywood Wolves I Have Tamed a Reunion In Lilith (vyšly však pouze první dvě) a řadu básní, za které dokonce získala ocenění.
Maria Montezová byla 7. září 1951 nalezena utopená v koupelně ve svém domě v Suresnes. Podle koronera pravděpodobně utrpěla infarkt, když se koupala ve vaně.

## Filmografie (výběrová)
- 1940 Boss of Bullion City (režie Ray Taylor)
- 1941 South of Tahiti (režie George Waggner)
- 1941 Moonlight in Hawaii (režie Charles Lamont)
- 1942 Mystery of Marie Roget (režie Phil Rosen)
- 1942 Bombay Clipper (režie John Rawlins)
- 1942 Arabské noci (režie John Rawlins)
- 1943 White Savage (režie Arthur Lubin)
- 1944 Gypsy Wildcat (režie Roy William Neill)
- 1944 Cobra Woman (režie Robert Siodmak)
- 1944 Bowery to Broadway (režie Charles Lamont)
- 1944 Ali Baba a 40 loupežníků (režie Arthur Lubin)
- 1945 Sudan (režie John Rawlins)
- 1946 Tangier (režie George Waggner)
- 1947 The Exile (režie Max Ophüls)
- 1947 Pirates of Monterey (režie Alfred L. Werker)
- 1948 Hans le marin (režie François Villiers)
- 1949 Siren of Atlantis (režie Gregg C. Tallas, John Brahm, Arthur Ripley)
- 1949 Portrait d'un assassin (režie Bernard Roland)
- 1950 Il ladro di Venezia (režie John Brahm)
- 1951 Schatten über Neapel (režie Hans Wolff)
- 1951 La vendetta del corsaro (režie Primo Zeglio)
- 1951 Amore e sangue (režie Marino Girolami)